# 藤井学
藤井 学（ふじい まなぶ、1978年10月29日 - ）は、長野朝日放送 (abn) の社員で、元同局のアナウンサー。

## 来歴
東京都江戸川区出身。立教高等学校、立教大学法学部法学科卒業。立教高校在学時には硬式テニス部に所属し、埼玉県団体戦で準優勝している。立教大学でも体育会テニス部に所属していた。
大学を卒業後、2002年4月1日に長野朝日放送に入社。報道制作局制作部に配属され、同局のアナウンサーになる。
その後の人事異動により、2014年7月1日付で長野県松本市にある同局の中南信支社営業部へ配属された。

## 担当番組
- みつめて！信州生テレビ[5][6]
- 女性情報TVマガジン F・F・F[7]
- 情報パラダイス！みみよりさん[7]
- スポーツ中継 - 実況担当[7]
- こんびにテレビ[6]
- ザ・駅前テレビ[1]
- ANNニュース